# Olympische Sommerspiele 1956/Teilnehmer (Äthiopien)
| Gelbes Symbol für Goldmedaillen mit stilisierten Olympischen Ringen | Graues Symbol für Silbermedaillen mit stilisierten Olympischen Ringen | Braundes Symbol für Bronzemedaillen mit stilisierten Olympischen Ringen |
| ------------------------------------------------------------------- | --------------------------------------------------------------------- | ----------------------------------------------------------------------- |
| —                                                                   | —                                                                     | —                                                                       |

Äthiopien nahm an den Olympischen Sommerspielen 1956 im australischen Melbourne mit einer Delegation von zwölf Sportlern an zehn Wettkämpfen in zwei Sportarten teil.
Es war die erste Teilnahme Äthiopiens an Olympischen Sommerspielen.
Jüngster Athlet war der Leichtathlet Ajanew Bayene (20 Jahre und 13 Tage), ältester Athlet war der Radfahrer Negousse Mengistou (24 Jahre und 272 Tage).

## Teilnehmer nach Sportarten

### Leichtathletik
4 × 100 Meter Staffel
- Ergebnisse
Runde eins: ausgeschieden in Lauf drei (Rang fünf), 44,3 Sekunden (handgestoppt), 44,47 Sekunden (automatisch gestoppt)
- Staffel
Bekele Haile
Abebe Hailou
Beyene Legesse
Roba Negousse

4 × 400 Meter Staffel
- Ergebnisse
Runde eins: ausgeschieden in Lauf drei (Rang fünf), 3:30,0 Minuten (handgestoppt), 3:29,93 Minuten (automatisch gestoppt)
- Staffel
Ajanew Bayene
Abebe Hailou
Beyene Legesse
Mamo Wolde

Einzel
- Ajanew Bayene
  - 400 Meter Lauf

Runde eins: ausgeschieden in Lauf acht (Rang fünf), 51,3 Sekunden (handgestoppt), 51,53 Sekunden (automatisch gestoppt)
  - 800 Meter Lauf

Runde eins: ausgeschieden in Lauf drei (Rang acht), ohne Zeit

- Gebre Birkay
  - Marathon

Finale: 2:58,49 Stunden, Rang 32

- Bashay Feleke
  - Marathon

Finale: 2:53,37 Stunden, Rang 29

- Abebe Hailou
  - 100 Meter Lauf

Runde eins: ausgeschieden in Lauf elf (Rang fünf), 11,3 Sekunden (handgestoppt), 11,54 Sekunden (automatisch gestoppt)
  - 200 Meter Lauf

Runde eins: ausgeschieden in Lauf sieben (Rang sechs), 23,0 Sekunden (handgestoppt), 23,25 Sekunden (automatisch gestoppt)
  - 400 Meter Lauf

Runde eins: ausgeschieden in Lauf drei (Rang vier), 49,0 Sekunden (handgestoppt), 49,18 Sekunden (automatisch gestoppt)

- Beyene Legesse
  - 100 Meter Lauf

Runde eins: ausgeschieden in Lauf sechs (Rang sechs), 11,8 Sekunden (handgestoppt), 11,94 Sekunden (automatisch gestoppt)
  - 200 Meter Lauf

Runde eins: ausgeschieden in Lauf drei (Rang fünf), 23,4 Sekunden (handgestoppt), 23,63 Sekunden (automatisch gestoppt)
  - 400 Meter Lauf

Runde eins: ausgeschieden in Lauf eins (Rang fünf), 50,7 Sekunden (handgestoppt), 50,83 Sekunden (automatisch gestoppt)

- Roba Negousse
  - 100 Meter Lauf

Runde eins: ausgeschieden in Lauf zwei (Rang sechs), 11,8 Sekunden (handgestoppt), 12,07 Sekunden (automatisch gestoppt)
  - 200 Meter Lauf

Runde eins: ausgeschieden in Lauf vier (Rang fünf), 23,7 Sekunden (handgestoppt), 23,89 Sekunden (automatisch gestoppt)

- Mamo Wolde
  - 800 Meter Lauf

Runde eins: ausgeschieden in Lauf eins (Rang sieben), 1:58,0 Minuten (handgestoppt)
  - 1500 Meter Lauf

Runde eins: ausgeschieden in Lauf eins (Rang elf), 3:51,0 Minuten (handgestoppt)

### Radsport
Straße

Mannschaftswertung (187,73 km)
- Ergebnisse
Finale: 99 Punkte, Rang neun
- Mannschaft
Zehaye Bahta
Guremu Demboba
Negousse Mengistou
Mesfen Tesfaye

Einzel
- Zehaye Bahta
  - Straßenrennen (187,73 km)

Finale: 5:34,37 Stunden, Rang 38

- Guremu Demboba
  - Straßenrennen (187,73 km)

Finale: 5:26,58 Stunden, Rang 25

- Negousse Mengistou
  - Straßenrennen (187,73 km)

Finale: Rennen nicht beendet (DNF)

- Mesfen Tesfaye
  - Straßenrennen (187,73 km)

Finale: 5:34,25 Stunden, Rang 36